# نظریه و کاربرد نظام اشتراکی جمعی

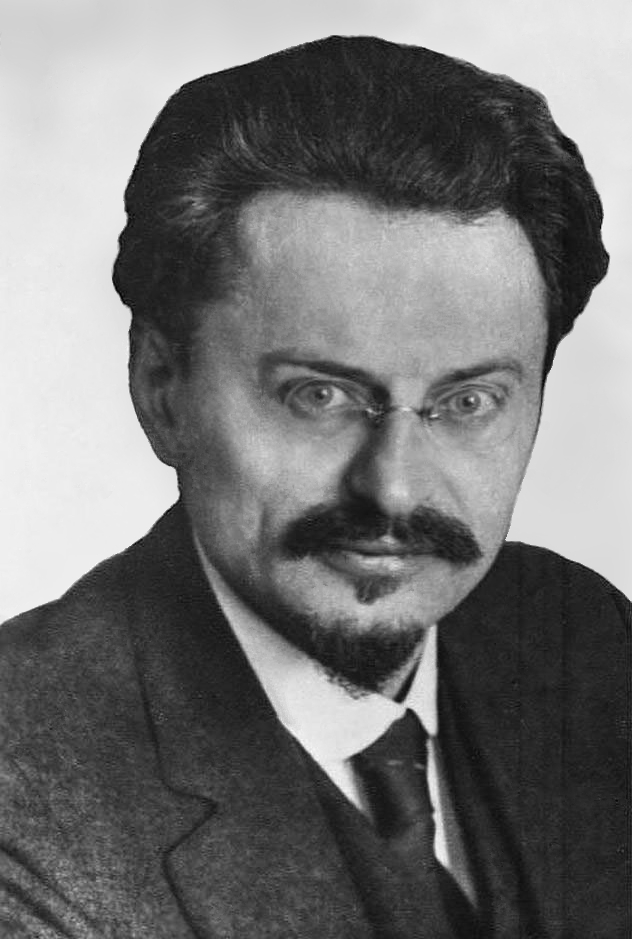
پرتره‌ای از لئو داویدوویچ تروتسکی، نام اصلی: لِیب برونشتاین

نظریه و کاربرد نظام اشتراکی جمعی (به انگلیسی: The Theory and Practice of Oligarchical Collectivism) یک کتاب خیالی است که مطالب آن در دل کتاب ۱۹۸۴ نوشته جورج اورول نوشته‌شده‌است. این کتاب دارای ۳ فصل به نام‌های «نادانی، توانایی است»، «آزادگی، بردگی است» و «جنگ، صلح است» می‌باشد. این کتاب در اوشنیا ممنوع است و از آن با نام «آن کتاب» یاد می‌شود.
ظاهراً نویسنده این کتاب امانوئل گلدشتاین، رهبر انجمن برادری است.